# 天草市立下田北小学校
天草市立下田北小学校（あまくさしりつ しもだきたしょうがっこう）とは、かつて熊本県天草市天草町下田北にあった公立小学校。

## 沿革
- 1875年（明治8年）4月 - 天草郡第四番学区公立下津深江小学校創立
- 1887年（明治20年） - 下津深江小学簡易科教場と改称
- 1892年（明治25年）4月 - 下津深江尋常小学校と改称
- 1905年（明治38年） - 下津深江尋常高等小学校と改称
- 1908年（明治41年）4月 - 下津深江尋常小学校と改称
- 1923年（大正12年）6月4日 - 下津深江尋常高等小学校と改称
- 1934年（昭和9年）10月13日 - 現在地へ移転
- 1936年（昭和11年）10月 - 下田北尋常高等小学校と改称
- 1941年（昭和16年）4月1日 - 下田北国民学校と改称
- 1947年（昭和22年）4月1日 - 下田村立下田北小学校と改称
- 1956年（昭和31年）9月21日 - 天草町立下田北小学校と改称
- 2006年（平成18年）3月27日 - 天草市立下田北小学校と改称
- 2013年（平成25年） - 天草市立福連木小学校、天草市立下田南小学校、天草市立高浜小学校、天草市立大江小学校と統合し天草市立天草小学校となる

## 部活動
- ミニバスケットボール部
- ソフト・サッカー部

## 学校周辺
- 熊本県道24号本渡下田線
- 天草灘
- 下田トンネル
- 下津深江川